# Ràdia Ieróixina
Ràdia Ieróixina (en rus: Радья Николаевна Ерошина) (Ijevsk, Unió Soviètica 1930 - 23 setembre 2012) fou una esquiadora de fons soviètica.

## Biografia
Va néixer el 17 de setembre de 1930 a la ciutat d'Ijevsk, població situada a la república d'Udmúrtia dins de la Federació Russa.

## Carrera esportiva
Als Jocs Olímpics d'Hivern de 1956, disputats a Cortina d'Ampezzo (Itàlia), Esquí de fons als Jocs Olímpics d'hivern de 1956 participà en les proves de 10 km i relleus 3x5 km, aconseguint la medalla de plata en ambdues. En els Jocs Olímpics d'Hivern de 1960, disputats a Squaw Valley (Estats Units), Esquí de fons als Jocs Olímpics d'hivern de 1960 participà en les proves de 10 km, on aconseguí la medalla de bronze, i en els relleus 3x5 km, on aconseguí la medalla de plata.
En el Campionat del Món d'esquí de fons aconseguí dues medalles al llarg de la seva carrera esportiva, una medalla d'or en la prova de relleus 3x5 km en l'edició de 1958 i la medalla de bronze en la prova de 10 km en l'edició de 1962.